# Lisa Gardner
Lisa Gardner ps. Alicia Scott – amerykańska pisarka współczesna, autorka głównie powieści kryminalnych i thrillerów.

## Życiorys
Urodziła się i wychowywała w Oregonie, studiowała na Uniwersytecie Stanu Pensylwania. Karierę literacką rozpoczęła w latach dziewięćdziesiątych XX wieku od romansów, wydawanych pod pseudonimem Alicia Scott. Zadebiutowała w 1997 roku pod własnym nazwiskiem powieścią Mąż doskonały (The Perfect Husband), która okazała się tak dużym sukcesem, że autorka zajęła się pisaniem na cały etat.
Wydała łącznie ponad czterdzieści powieści, z których wiele zajmowało czołowe miejsca na liście bestsellerów The New York Timesa.
Mieszka w stanie New Hampshire.

## Nagrody
- Druga córka w 2000 roku otrzymała nagrodę Daphne du Maurier Award[4]
- Sąsiad został uznany przez International Thriller Writers za Thriller Roku 2010 i nagrodzony francuską Grand prix des lectrices de „Elle”[1]

## Wydane książki (wybór)[2]
- 2021: Czyste zło (wyd. oryg. When You See Me, 2020); cykl detektyw D.D. Warren, tom 11
- 2022: Zanim zniknęła (wyd. oryg. Before She Disapeared, 2021); cykl Frankie Elkin, tom 1